# City (Baricco)
City è un romanzo di Alessandro Baricco pubblicato nel 1999 dalla casa editrice Rizzoli.
Il libro ha rappresentato uno dei primissimi casi di lancio editoriale effettuato esclusivamente in Rete, attraverso l'apertura di un sito web dedicato e di un forum dei lettori.
Il titolo del romanzo, in base a quanto ha spiegato lo stesso autore, è legato alla struttura stessa del testo, in cui immagina che i quartieri siano storie e le strade personaggi.
A livello narrativo si intrecciano tre trame: la storia principale, portante, centrale del bambino genio Gould, che tutti ritengono destinato al Nobel e della sua governante Shatzy, la storia della boxe immaginata da Gould quando si ritira in bagno, il soggetto cinematografico per un western di Shatzy. In mezzo, una miriade di altre situazioni e personaggi, primi fra tutti i professori della scuola in cui studia Gould; su tutti spicca la figura del professor Mondrian Kilroy (che sarà protagonista del primo film girato da Baricco, Lezione ventuno), autore del saggio sull'onestà intellettuale. In tale saggio il professore sostiene che qualsiasi idea, appena espressa, ed ancor di più quando diventa oggetto di discussione, si altera fino a diventare tutt'altra cosa: diventa pian piano campo di battaglia dialettico. 
Gould decide di scomparire e solo il lettore lo ritroverà a lavorare in un bagno pubblico di un supermercato dove porta definitivamente a termine la sua immaginaria storia di pugilato. 
Non vincerà il Nobel, non vuole, ma desidera mantenere la sua onestà intellettuale che, per altro, il professore Kilroy gli aveva già riconosciuto.
Nel 2003 City è stato anche oggetto di una lettura pubblica di Baricco - insieme ad altri autori - e di un CD con le registrazioni della lettura accompagnate dalla musica del gruppo francese AIR.

## Edizioni
- Alessandro Baricco, City, collana Bur, Rizzoli, 1999,  p. 322, ISBN 88-17-86102-2.